# Mitrella albocaudata
Mitrella albocaudata is een slakkensoort uit de familie van de Columbellidae. De wetenschappelijke naam van de soort is voor het eerst geldig gepubliceerd in 1884 door Smith.